# Jackalas 1
Jackalas 1 är en ort (village) i distriktet North-East i östra Botswana. 